# Serie omoloagă
În chimia organică, se numește serie omoloagă o serie de compuși care conțin aceeași grupă funcțională și proprietăți chimice similare, în care fiecare membru succesiv diferă printr-o grupă metilenică, -CH2-. De exemplu, în cazul alcanilor diferența este dată de lungimea catenei dar se poate considera și numărul de monomeri dintr-un homopolimer, precum amiloza.

## Exemple
Câteva clase importante de molecule organice derivate de la alcani, precum alcoolii primari, aldehidele și acizii monocarboxilici, formează serii omoloage, analog alcanilor. De exemplu, în cazul alcoolilor primari există seria: metanol (CH4O), etanol (C2H6O), 1-propanol (C3H8O), 1-butanol și așa mai departe. Se poate aplica același tipar și la cicloalcani, unde seria ar fi: ciclopropan, ciclobutan, ciclopentan, ciclohexan, cicloheptan, etc.
| Seria omoloagă                | Formulă generală      | Unitatea repetitivă | Grupa funcțională |
| ----------------------------- | --------------------- | ------------------- | ----------------- |
| Alcani liniari                | CnH2n + 2 (n ≥ 1)     | −CH2−               | H3C− ... −CH3     |
| Perfluoralcani liniari        | CnF2n + 2 (n ≥ 1)     | −CF2−               | F3C− ... −CF3     |
| Rest alchil liniar            | CnH2n + 1 (n ≥ 1)     | −CH2−               | H3C− ... −CH2−    |
| 1-alchene liniare             | CnH2n (n ≥ 2)         | −CH2−               | H2C=C− ... −CH3   |
| Cicloalcani                   | CnH2n (n ≥ 2)         | −CH2−               | ciclu             |
| 1-alchine liniare             | CnH2n − 2 (n ≥ 2)     | −CH2−               | HC≡C− ... −CH3    |
| Poliacetilene                 | C2nH2n + 2 (n ≥ 2)    | −CH=CH−             | H3C− ... −CH3     |
| Alcooli primari liniari       | CnH2n + 1OH (n ≥ 1)   | −CH2−               | H3C− ... −OH      |
| Acizi monocarboxilici liniari | CnH2n + 1COOH (n ≥ 0) | −CH2−               | H3C− ... −COOH    |
| Azani liniari                 | NnHn + 2 (n ≥ 1)      | −NH−                | H2N− ... −NH2     |

### Serii omoloage anorganice
Seriile omoloage pot apărea, mult mai rar, și în cazul compușilor anorganici. De exemplu, oxizii de titan, vanadiu și molibden formează serii omoloage (VnO2n − 1 pentru 2 < n < 10), la fel și silanii, SinH2n + 2 (cu n până la 8), care sunt compușii analogi cu siliciu ai alcanilor, CnH2n + 2.